# Theridion anson
Espèce
Theridion anson est une espèce d'araignées aranéomorphes de la famille des Theridiidae.

## Distribution
Cette espèce est endémique de l'archipel Juan Fernández au Chili. Elle a été découverte sur l'île Robinson Crusoe.

## Description
Le mâle holotype mesure 2,9 mm.

## Étymologie
Son nom d'espèce lui a été donné en référence au lieu de sa découverte, Valle Anson.

## Publication originale
- Levi, 1967 : The theridiid spider fauna of Chile. Bulletin of the Museum of Comparative Zoology, vol. 136, no 1, p. 1-20 (texte intégral).